# Estadi Panathinaikó
L'estadi Panathinaikó (en grec: Παναθηναϊκό στάδιο) també anomenat Kallimarmaro ('marbre bonic' en grec), és un estadi d'atletisme situat a Atenes (Grècia), construït íntegrament amb marbre blanc del mont Pentèlic.
Va ser construït en 1895 per als primers Jocs Olímpics de l'era moderna (celebrats a Atenes el 1896), sobre plànols dels arquitectes Anastasios Metaxas i Ernst Ziller, i finançat per George Averoff. Quan es va construir les mesures dels estadis d'atletisme no estaven estandarditzades, per la qual cosa té una disposició a l'estil de l'antiga Grècia, diferent als estadis actuals, amb una pista en forma d'U de 333 metres de pista, i amb capacitat per a 70.000 espectadors.
Està ubicat al centre d'Atenes, al principi del carrer Vasileos Konstantinou, front als Jardins Nacionals i aprofitant el pendent del pujol d'Arditos per a la grada. La ubicació és la mateixa que la de l'antic estadi on se celebraven les competicions atlètiques dels antics Jocs Panatenaics.

## Esdeveniments

Cerimònia d'Obertura dels Jocs Olímpics d'Atenes 1896
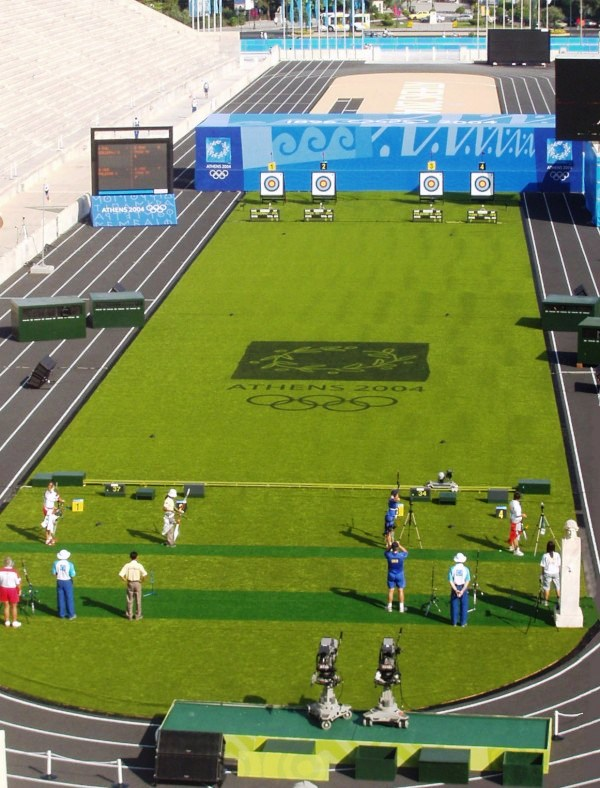
Tir amb arc als Jocs Olímpics d'Atenes 2004

- 1896 – Jocs Olímpics d'Atenes 1896, els primers de l'era moderna.
- 1968 – Final de la Recopa d'Europa de bàsquet: AEK d'Atenes – Slavia de Praga, amb 60.000 espectadors és el rècord mundial d'assistència en un partit de bàsquet.
- 1997 – Cerimònia inaugural del Campionat del Món d'Atletisme.
- 2004 – Jocs Olímpics d'Atenes 2004, proves de tir amb arc i arribada de la marató.

També es fa servir per rebre amb honor els esportistes grecs campions, com el 2004 quan la selecció grega de futbol va guanyar l'Eurocopa de Portugal.